# ISO 3166-2:SM
ISO 3166-2 données pour Saint-Marin.
- Sources de la liste : FIPS 10-4; Consulat de Saint-Marin à Paris (2006)
- Source des codes : secrétariat ISO/TC 46/WG 2

## Mise à jour
- ISO 3166-2:2007-04-17 Bulletin n° I-8 (création)

## Châteaux (9)it:castello,en:municipality
| Code ISO 3166-2 | Château                | Château                     |
| Code ISO 3166-2 | Nom italien ou anglais | Nom français (non officiel) |
| --------------- | ---------------------- | --------------------------- |
| SM-01           | Acquaviva              | Acquaviva                   |
| SM-06           | Borgo Maggiore         | Borgo Maggiore              |
| SM-02           | Chiesanuova            | Chiesanuova                 |
| SM-03           | Domagnano              | Domagnano                   |
| SM-04           | Faetano                | Faetano                     |
| SM-05           | Fiorentino             | Fiorentino                  |
| SM-08           | Montegiardino          | Montegiardino               |
| SM-07           | San Marino             | Saint-Marin                 |
| SM-09           | Serravalle             | Serravalle                  |